# Grayson (nome)
Grayson  è un nome proprio di persona inglese maschile.

## Varianti
- Maschili: Greyson[2]

## Origine e diffusione
Nome in uso dal XVIII secolo, riprende il cognome inglese Grayson; è composto dai termini medio inglesi greyve ("gestore", "amministratore") e son ("figlio"), e significa quindi "figlio dell'amministratore.

## Onomastico
Nessun santo porta questo nome; l'onomastico ricorre pertanto il 1º novembre, giorno di Ognissanti.

## Persone
- Grayson Allen, cestista statunitense
- Grayson McCouch, attore statunitense
- Grayson Russell, attore statunitense

### Variante Greyson
- Greyson Chance, pianista e cantante statunitense
- Greyson Gunheim, giocatore di football americano statunitense

## Il nome nelle arti
- Grayson Ellis è un personaggio della serie televisiva Cougar Town.
- Grayson Hall era lo pseudonimo adottato dall'attrice statunitense Shirley H. Grossman.